# Головний операційний директор
Головний операційний директор (англ. chief operating officer; COO) — один із керівників установи, що відповідає за повсякденні операції, за поточну діяльність компанії. Звітує перед головним виконавчим директором.
В українському бізнес-середовищі та мові цьому поняттю відповідає посада «виконавчого директора».